# Движение поселений

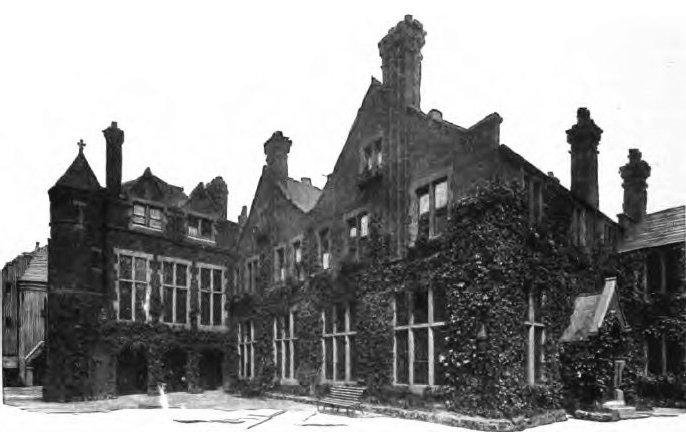
Тойнби-Холл

Движение поселений (англ. Settlement Movement) — направление благотворительной деятельности, возникшее в Великобритании в конце XIX века. Участники этого движения переселялись в беднейшие районы городов для помощи их жителям. Движение возникло в 1884 году, когда священник Самуэл Барнетт и его жена Генриетта основали поселение (сетлемент) Тойнби-Холл в лондонском Ист-Энде как просветительско-культурное учреждение (клуб). 

## История
В конце XIX века общество искало пути решения проблемы беспризорных детей, наводнявших улицы многих городов мира. Это были преимущественно дети рабочих, ремесленников и городской бедноты, родители которых были заняты обеспечением пропитания. Без должного контроля со стороны взрослых, они были подвержены негативному влиянию улицы, попадали в группу риска и часто пополняли ряды преступности.

### США
В США возникло движение, объединившее под своим знаменем всевозможные кружки, союзы, общества, поставившие себе целью — заботу о нравственном и физическом благополучии беспризорной детворы городских бедняков. Первый американский клуб – Сетлемент был основан доктором Стантом Койтом в 1887 году в Нью-Йорке. В 1889 году возникают два сетлемента, основанные прогрессивными женщинами, окончившими американские университеты. Клубы «Сетлемент» были признаны лучшим средством для перевоспитания детей. Им были предоставлены светлые, благоустроенные помещения, где они при полной свободе и без излишней опеки могли проводить время с пользой для себя. В этих клубах молодёжь получала возможность взаимопомощи, училась и развлекалась.
Одним из самых популярных примеров для подражания был клуб Томаса Шю. Томас Шю, сын бедного рабочего, уже с 12 лет работал в ткацком отделении и свободное время отдавал уличным детям. Он был постоянно окружён ими и пользовался среди них большой популярностью. В 1890 г. Томас Шю собирал детей в своей тесной комнате, поучал и развлекал их разными играми. Молва о нем собирала к нему все большие толпы мальчиков, и в результате стихийно возник клуб, для которого необходимо было большее помещение. Владелец фабрики, видя положительное влияние Шю на детвору, построил клубный дом. Членами клуба стали до 2000 уличных мальчиков от 8 до 12 лет. Клуб управлялся самоуправлением, имел выборный совет с обязательным подчинением его решениям. В клуб принимали только уличных, проблемных детей. Уют, тепло и свет, участие, ласка побеждали приобретённые порочные навыки. Самым сильным наказанием за нарушения в клубе был запрет на его посещение сроком на неделю. За 10 лет после открытия клуба в нём побывало почти 400 тысяч мальчиков, при этом не было известно ни одной кражи или порчи имущества, хотя дети были полноправными хозяевами клуба. В клубе существовал ежемесячный взнос, но, несмотря на эту «сравнительно высокую плату», приём желающих был ограничен площадью помещений, не позволявших принять больше 2000 детей. При клубе существовала сберегательная касса, в которой дети, среди которых было много чистильщиков сапог и разносчиков газет, откладывали маленькие сбережения «про чёрный день». Клуб был открыт с 7 вечера до 10. Кроме занятия ремёслами, был кружок пения и музыки. Раз в месяц проводились популярные лекции с «волшебным фонарём», раз в году шёл спектакль, иногда были концерты.
В 1889 году Джейн Аддамс вместе с подругой по колледжу Э. Старр для решения социальных проблем беднейших слоев населения, в том числе семей эмигрантов из Европы организовала в Чикаго по образцу британского Тойнби-Холл благотворительный общественный центр (англ. settlement house) Халл-хаус.

### Распространение в Европе и мире
Сетлементы не признавали порабощения личности, а делали упор на её всестороннее развитие. Во всей Англии и Америке сетлементы превратились в целые городки, где дети составляли две трети посетителей.
В сетлементах к услугам детей были ясли, детские сады, клубы для детей и взрослых, библиотеки, читальни, гимнастические залы, купальни, души, дешёвые спальни для бездомных детей. Дешёвая продажа вещей, мастерские, вечерние классы и курсы, дешёвые столовые, сберегательные кассы, «банк-копейка» для детей, популярные концерты, лекции, экскурсии, летняя колония, — и это далеко не полный список возможностей, предоставляемых этими клубами.
Члены сетлементов собирали конгрессы, где ставили задачи, и самостоятельно пытались проводить в жизнь, через муниципальные и парламентские учреждения новые общественные начинания.
Примеру Америки и Англии следовали другие страны, и ряд Сетлементов возник во Франции, Бельгии, Германии, Швеции, Норвегии, Австрии, Японии, Индии, Австралии и даже на Сандвичевых островах. Среди всех особенно выделялся клуб-Сетлемент в Стокгольме.

### Стокгольм
Учредительница клуба «Сетлемент» в Швеции Сесилия Милов заимствовала идею клубов в Америке, где она познакомилась подробно с местными клубами, пользуясь указаниями известного Томаса Шю. Клуб Сесилии Милов в Стокгольме был устроен по образцу клуба Томаса Шю.
До устройства клуба существовали для мальчиков слойды — плотничьи и столярные мастерские, а для девочек — шитьё и штопка.
Приём членов в клуб был ограничен возрастом в 14 лет. Членский взнос — 35 эре в месяц. Для провинившихся членов существовал товарищеский суд, но проступок вновь принятого в клуб провинившегося предавался забвению и прощению. Со временем число клубов в Стокгольме увеличилось, и среди них самый замечательный клуб для мальчиков был устроен по образцу английских клубов.

### Россия
В России движение «Сетлемент» появилось спустя 20 лет после открытия первого клуба в Америке. Первый такой клуб возник в Москве в Сущевском районе, где население (117 765 человек, почти одна десятая часть населения всей Москвы) составляли исключительно рабочие. Больше половины детей школьного возраста (от 8 до 14 лет) не учились. Процент безграмотных детей от 12 до 14 лет был ещё больше, так как этих детей посылали работать для поддержки семьи. Культурный уровень взрослого населения в этом районе был весьма низок.
Сначала появился небольшой кружок лиц, объединённых любовью к «малым сим», которые отправились вместе с 12-ю подростками от 9 до 14 лет на дачу, где они хотя и были предоставлены самим себе, но им было предложено ухаживать за огородом, варить себе пищу, убирать свои комнаты. Первое время дети проявляли все дурные наклонности, привитые им улицей, ссорились, дрались, курили. Руководители колонии незаметно приучали детей к работе. Трудовая жизнь и доверие к детям делали своё дело. Благотворно влияли и игры, музыка, поучительные рассказы, беседы из области естествоведения, прогулки. По истечении времени педагоги, уезжая на короткое время, по возвращении констатировали полный порядок. Зимой в Москве возникли клубы для мальчиков и девочек. Этим клубам пророчили блестящее будущее в борьбе с детской и взрослой преступностью.
В 1906 С. Т. Шацкий совместно с другими педагогами создал общество «Сетлемент». В 1907 было построено специальное здание для детских учреждений этого общества (клубы, детский сад, различные мастерские) в Вадковском переулке, 5. Спроектировал и построил его архитектор А. У. Зеленко в 1907—10 при участии педагога С. Т. Шацкого. В 1908 году общество было закрыто полицией «за пропаганду социализма среди детей», а сам Шацкий арестован. В 1909 году Шацкий руководил обществом «Детский труд и отдых», который располагался в том же помещении, что и «Сетлемент».